# Paedophryne
Paedophryne — рід земноводних підродини Asterophryinae родини Карликові райки. Має 6 видів. Назва походить від грецьких слів «paidos» (дитина) и «phryne» (жаба).

## Опис
Ці тварини визнані найменшими у світі чотириногими (наземними хребетними). Загальна довжина представників цього роду коливається від 7 до 11,3 мм. Самиці трохи більші за самців. Формула фаланг редукована до мінімуму. Має 7 пресакральних хребців. Забарвлення переважно коричневе.

## Спосіб життя
Полюбляють лісові місцини. Погано видираються по вертикальних поверхнях. Живуть у лісовій підстилці — опалому листі і моху. Живляться безхребетними.
Самці під час шлюбного сезону видають дуже тонкі звуки на кшталт комах. Самиця відкладає 2 яйця. Поки не вдалося встановити, відкладаються яйця одночасно — або ж по черзі, через певні проміжки часу.

## Розповсюдження
Мешкають на о. Нова Гвінея.

## Види
- Paedophryne kathismaphlox Kraus, 2010
- Paedophryne oyatabu Kraus, 2010
- Paedophryne dekot Kraus, 2011
- Paedophryne verrucosa Kraus, 2011
- Paedophryne amauensis Rittmeyer, Allison, Gründler, Thompson & Austin, 2012
- Paedophryne swiftorum Rittmeyer, Allison, Gründler, Thompson & Austin, 2012